# Закс, Лев Абрамович
Лев Абра́мович Закс (род. 22 апреля 1949 или 1949, Свердловск) — российский философ, культуролог, доктор философских наук, профессор, ректор Гуманитарного университета (Екатеринбург), почётный работник высшей школы Российской Федерации.

## Биография
В 1971 году окончил философский факультет Уральского государственного университета им. А. М. Горького. С 1974 года — преподаватель кафедры эстетики УрГУ; затем — доцент и профессор этой же кафедры. В 1975 году защитил кандидатскую диссертацию «Искусство как феномен культуры».
С 1990 года — один из учредителей Гуманитарного университета, декан факультета истории культуры.
В 1993 году защитил докторскую диссертацию на тему «Художественное сознание: философско-эстетический анализ».
С 1994 года — ректор Гуманитарного университета (Екатеринбург).
С 2000 года — завкафедрой этики, эстетики, теории и истории культуры УрГУ.
В 2000 удостоен звания «Почетный работник высшей школы РФ».
Член Совета ректоров вузов Свердловской области и Ассоциации негосударственных высших учебных заведений России. Председатель Совета ректоров негосударственных вузов Свердловской области и член комиссии по премиям Губернатора Свердловской области по литературе и искусству.
Член Российского философского общества. Член Союза театральных деятелей Российской Федерации. Член Международной ассоциации «Союз дизайнеров». Член президиума Российского эстетического общества. Член редколлегии журнала «Terra Aestheticae».
Направления научных интересов — эстетика, теория и история культуры.
Увлекается музыкой, театром, поэзией.
Женат, есть сын.

## Научные труды

### Монографии
- Закс Л. А. Рождение театра // Театральный Свердловск. Свердловск, 1989;
- Закс Л. А. Художественное сознание. Свердловск, 1990;
- Закс Л. А., Шубина Т. Б. Магия личности: воспоминания о Б. Ф. Заксе. Екатеринбург, 2010.

### Статьи
- Закс Л. А. К исследованию феномена художественной реальности // Художественная реальность. Свердловск, 1985;
- Закс Л. А. Духовность искусства // Культура и духовность. Екатеринбург, 1994;
- Закс Л. А. Развитие России как проблема культуры // Российская культура на рубеже пространств и времен. Екатеринбург, 1998;
- Закс Л. А. Искусство XX века между двумя пустотами // Кризис и перспективы развития культуры на рубеже тысячелетий. Екатеринбург, 1999;
- Закс Л. А. Станиславский и мы // Обсерватория культуры. М., 2012;
- Закс Л. А. Искусство в условиях территориальных порядков и границ культуры: классика, модернизм, постмодернизм // Границы искусства и территории культуры. Екатеринбург, 2013;
- Закс Л. А. Оппозиция «левое/правое», Советский Союз и искусство (зарубежное, советское, постсоветское) // Политизация поля искусства: исторические версии, теоретические подходы, эстетическая специфика. Екатеринбург, 2015;
- Закс Л. А. Об особенностях современной социально-гуманитарной картины мира и некоторых её следствиях: против радикального эмпиризма // Известия Уральского федерального университета. Екатеринбург, 2015;
- Закс Л. А. Об одной существенной особенности творчества Эрнста Неизвестного как художника XX века: деиндивидуализация образа // Эрнст Неизвестный и нонконформизм в искусстве СССР. Екатеринбург, 2015;
- Закс Л. А. К исследованию аксиологии Интернета // Известия Уральского федерального университета. Екатеринбург, 2016;
- Закс Л. А. К познанию специфики современного искусства: культуроцентристская парадигма художественного сознания // Художественная специфика и социальный потенциал современного искусства. Екатеринбург, 2016;
- Закс Л. А. Современная эволюция/революция культуры и формирование культуроцентристской парадигмы сознания (на примере философии и социогуманитарных наук) // Известия Уральского федерального университета. Екатеринбург, 2019;
- Закс Л. А. Преодоление внутренней эмиграции в поэзии О. Мандельштама // Филологический класс. Екатеринбург, 2019 .